# Sant'Andrea al Quirinale
Sant'Andrea al Quirinale, kostel svatého Ondřeje na Kvirinálu, je kostel jezuitského semináře na Kvirinálu v Římě. Od roku 1998 je titulárním kostelem.

## Historie

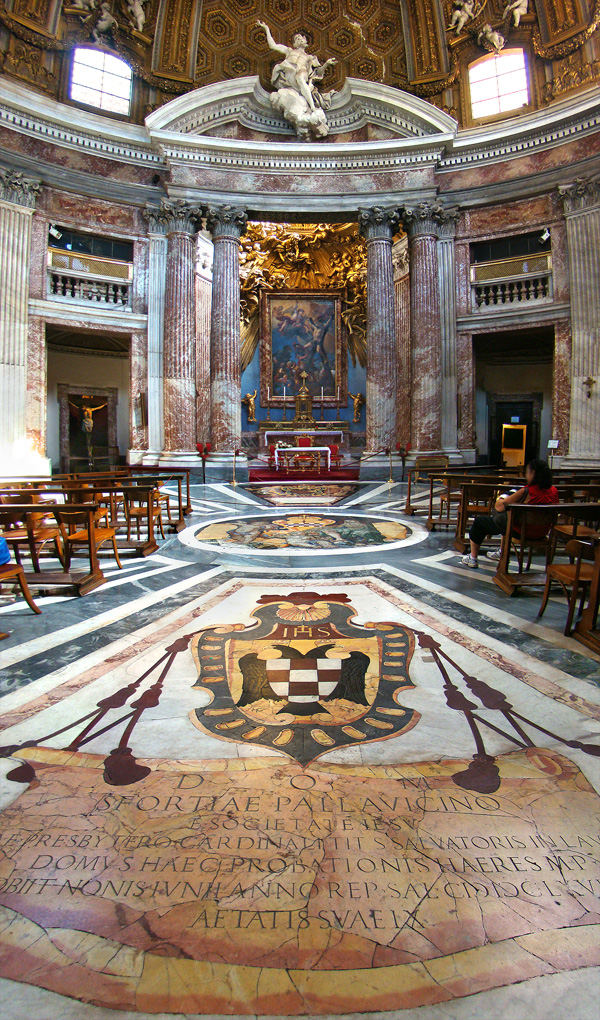
Interiér kostela

Byl navržen a postaven Gianem Lorenzem Berninim a Domenicem de' Rossim mezi léty 1658 a 1678. Je považován za jeden z nejkrásnějších příkladů římské barokní architektury. Bernini jej považoval za své jediné dokonalé dílo.

## Popis
Mírně oválná, téměř kruhová stavba s výklenkem hlavního oltáře a osmi bočními kaplemi je zaklenuta kupolí s oválným oknem na vrcholu.
V jedné z postranních kaplí je pohřben Karel Emmanuel IV. Sardinský. Pohřben je zde také polský jezuita sv. Stanislav Kostka.
Roku 1998 se Sant'Andrea al Quirinale stal titulárním kostelem. Titulus S. Andreae in Quirinali byl do roku 2007 kardinál Adam Kozłowiecki. V současnosti je to kardinál Odilo Pedro Scherer.